# Jean-Henri-Ferdinand La Martelière
Jean-Henri-Ferdinand La Martelière, oppure Lamartelière, pseudonimo di Jean Henri Ferdinand Schwingdenhammer (Ferrette, 14 luglio 1761 – Parigi, 27 aprile 1830), è stato un drammaturgo e scrittore francese.

## Biografia

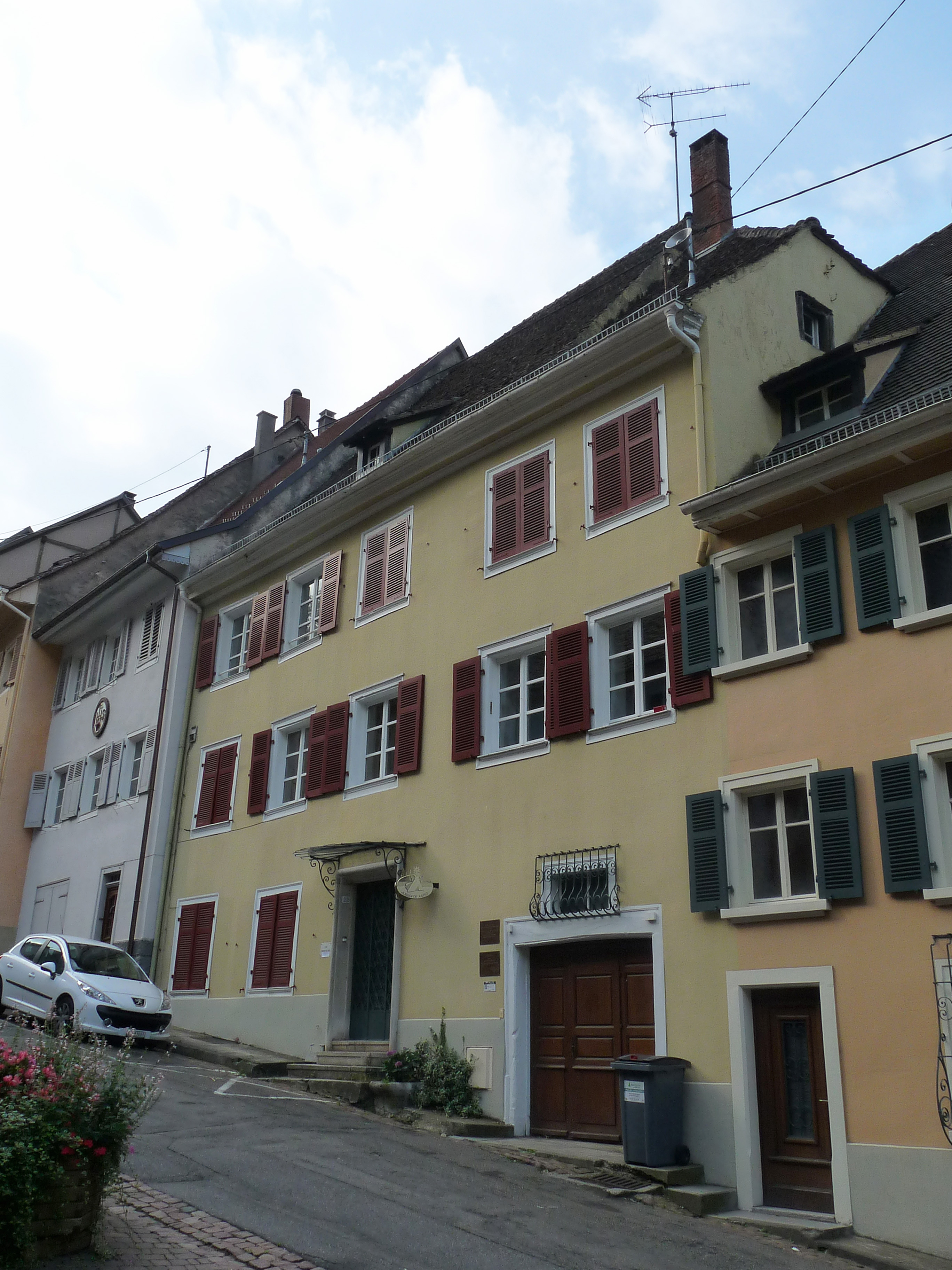
Casa natale di La Martelière a Ferrette.

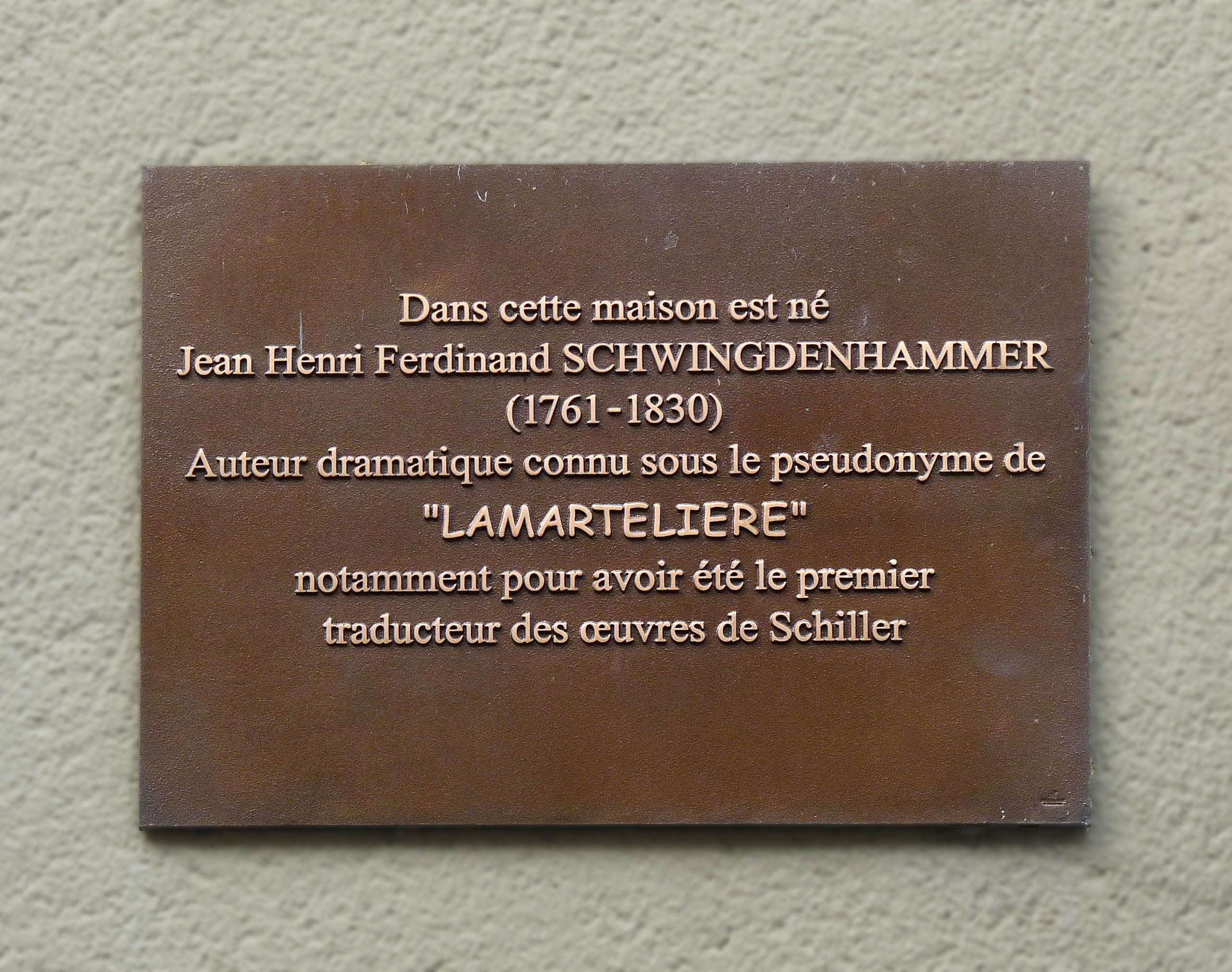
Placca commemorativa di La Martelière a Ferrette.

Di origini alsaziane, la carriera di studi di La Martelière si svolse in Germania.
È noto nella storia del teatro francese per aver effettuato i primi adattamenti e traduzioni delle opere di Schiller, che incontrò ad Heidelberg nel 1784.
Tra i suoi rifacimenti menzioniamo Robert chef des brigands (1792, I masnadieri), L'amour et l'intrigue (1801, Intrigo e amore) e Génes sauvée (1818, La congiura di Fiesco a Genova), tutti manifestanti elementi e caratteri del movimento Sturm und Drang.
Tutti questi testi, con particolare evidenza per il primo, incentrato su un eroe rivoluzionario e sui briganti pieni di virtù, scandalizzarono per i loro contenuti irrispettosi nei riguardi dell'ordine stabilito e gettarono le basi per il genere melodramma in Francia, che con Pixerécourt si diffuse ed ebbe grande successo nelle scene parigine, durante la Rivoluzione francese e il Primo Impero.
Il monologo di Robert, all'inizio del secondo atto, assume un nuovo significato politico, peculiare di questo nuovo contesto, quando il ladro dice: « Sono nato per essere felice e porto il terrore nella società ». Robert chef des brigands risultò la pièce più rappresentata sulle scene parigine fino al 1850.
La Martelière ottenne un grande successo anche con le sue opere originali nel genere del melodramma, come Le tribunal redoutable ou la suite de Robert (1793).
Inoltre scrisse altri drammi, fra i quali si annoverano: Le testament (1798), Gustave en Dalécarlie (1803), Les Francs-juges (1807), Pierre et Paul (1814), e alcuni romanzi di tematica storica, tra i quali Alfred et Liska, ou le hussard parvenu.
Gli ambienti preferiti da La Martelière, nei suoi drammi, furono foreste e castelli, mulini solitari e taverne isolate, mentre le sue tematiche principali furono le ingiustizie, il male, la corruzione presente nelle società umane, infine il suo pensiero intermedio "fra due culture, fra due secoli, fra due drammaturgie", lo porta ad auspicare, tramite la retorica di Robert, "l'internazionalizzazione della Rivoluzione": « Non limitiamoci attraverso le nostre azioni a punire gli oppressori della nostra patria. ... Risvegliamo i nostri compatrioti; che essi si uniscano a noi, e la Germania diverrà uno Stato libero, al cospetto del quale sia Roma che Sparta non saranno altro che conventi di monache ».